# Pascal Groß
Pascal Groß (pasˈkaːl ˈɡʁoːs, de vegades escrit com Gross; 15 de juny de 1991) és un futbolista professional alemany que juga com a centrecampista pel Borussia Dortmund. Groß va jugar a les categories inferiors de la selecció alemanya i és actualment internacional absolut amb la selecció alemanya